# تيمون وبومبا (مسلسل كرتوني)
تيمون وبومبا (بالإنجليزية: Timon & Pumbaa)‏ هو مسلسل كرتون من إنتاج ديزني مقتبس من الفيلم الأسد الملك، وقد دبلج إلى اللهجة المصرية العامية بإلاضافة إلى اللغة العربية الفصحى.

## قصة
أحداث المسلسل حول تيمون (ميركات) هو شخص كسول دائما يستغل صديقه بومبا وينسب أفكاره إليه ويحب المال والسلطة والقوة ويحب نفسه كثيرا ومع ذلك يحب صديقه بومبا أيضا، وأما بومبا (خنزير ثؤلولي) فهو طيب القلب لا يحمل في قلبه أي مشاعر خبيثة وهو عكس صديقه تيمون لا يحب المال ولا السلطة ولا القوة ولا الأفعال الشريرة ويحب مساعدة الأخرين ونشيط دائما ويحب تيمون جدا. وعدد حلقات المسلسل 85 حلقة. عدد المواسم 3 من (1995-1999) و عرض على قناة ديزني عربية في (1997-2001).

## الأصوات العربية في النسخة المصرية
- محمد هنيدي (تيمون)
- سامي صلاح (بومبا)
- زايد فؤاد (بومبا)
- جلال الهجرسي (بومبا)
- سامي عبد الحليم (بنزاي)
- سلوى محمد علي (شينزي)
- مؤمن البرديسي (رافيكي)
- هشام نور (سِمبا)
- عادل خلف (زازو)
- كريم الحسيني
- سمير حبيب
- عماد العروسي
- شهاب إبراهيم
- حنان يوسف
- فانيا اكسرجيان
- سعيد الصالح
- سامي مغاوري

## روابط خارجية
- تيمون وبومبا على موقع IMDb (الإنجليزية)
- تيمون وبومبا على موقع كينوبويسك (الروسية)
- تيمون وبومبا على موقع ألو سيني (الفرنسية)
- تيمون وبومبا على موقع قاعدة بيانات الفيلم (الإنجليزية)